# 렌페 112급
렌페 112급(스페인어: Renfe Class 112, S-112)은 2009년 탈고, 봄바디어 트랜스포테이숀에서 탈고 모델을 기초로 발주해 현재는 30편성이 운행하고 있다. 탈고 350(스페인어: Talgo 350) 또는 파토(스페인어: pato)로 불리는데 여기서 파토는 스페인어로 오리를 의미한다. 또한 기존 모델보다 좌석수가 적은 렌페 102급 모델이 별도로 존재한다. 2004년에 렌페는 16편성을 주문했다. 2008년부터 2010년까지 도입된 열차는 S-112 열차로 부른다. 2010년 6월에 최초로 공개되었다.

## 사진

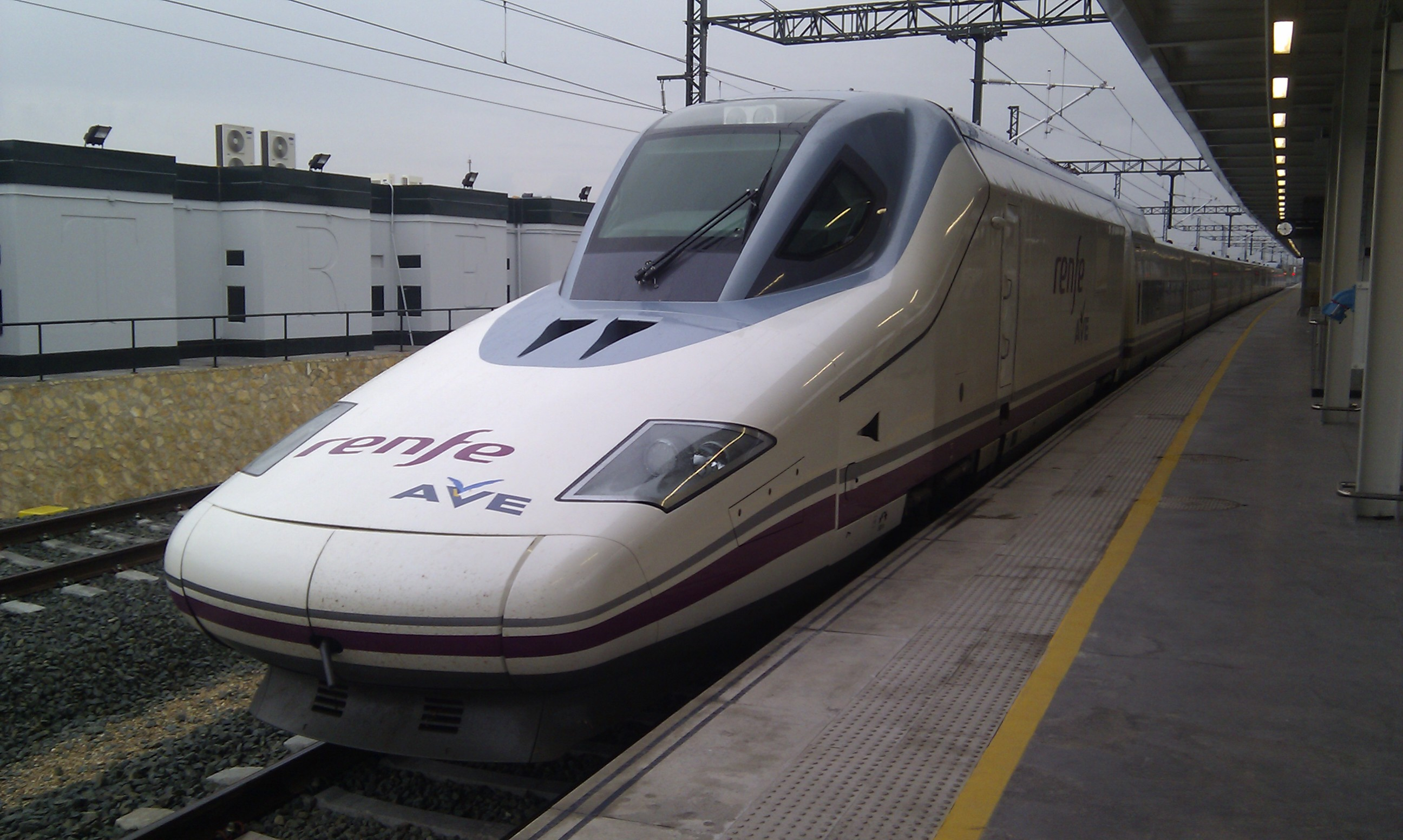
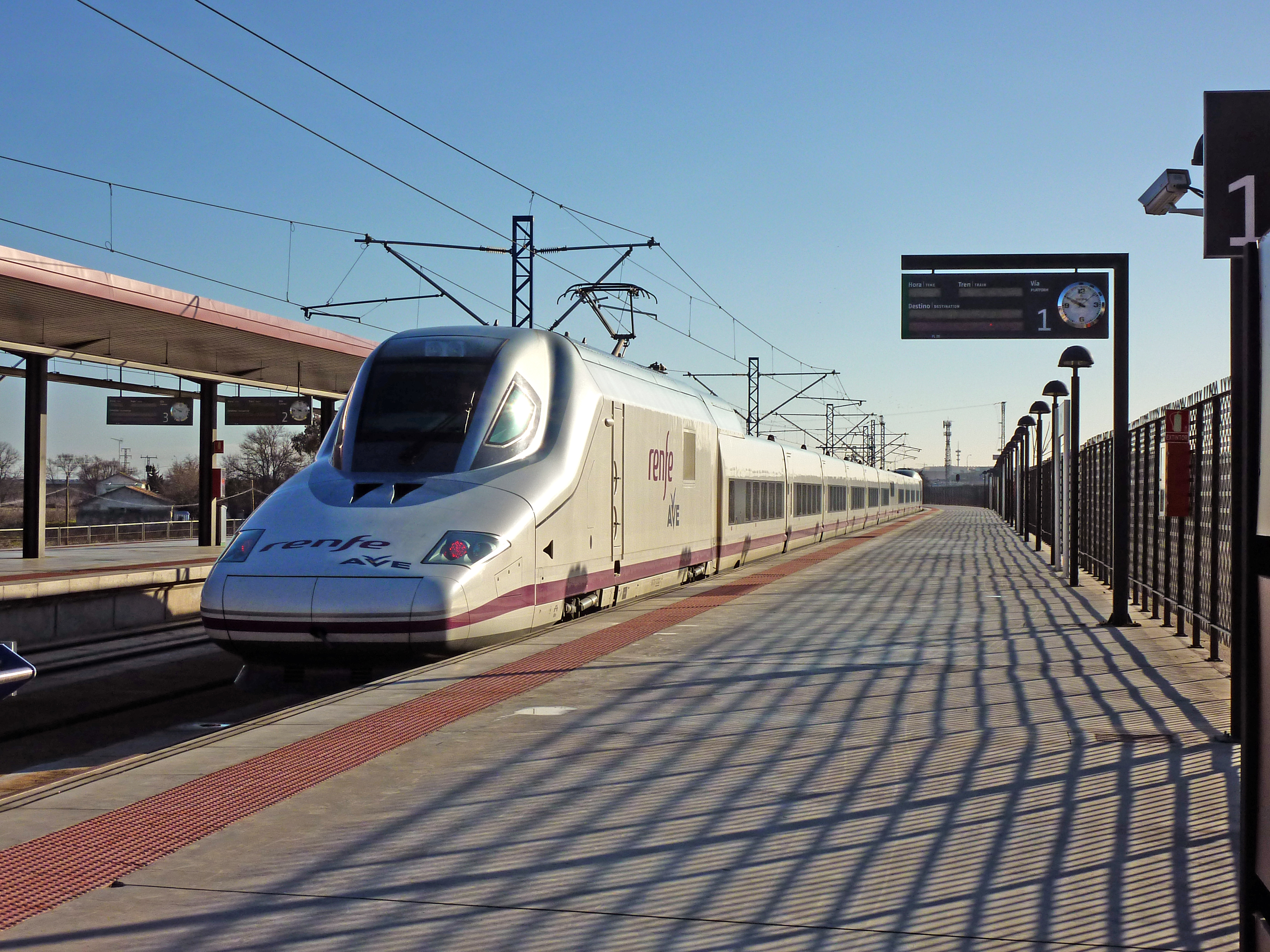
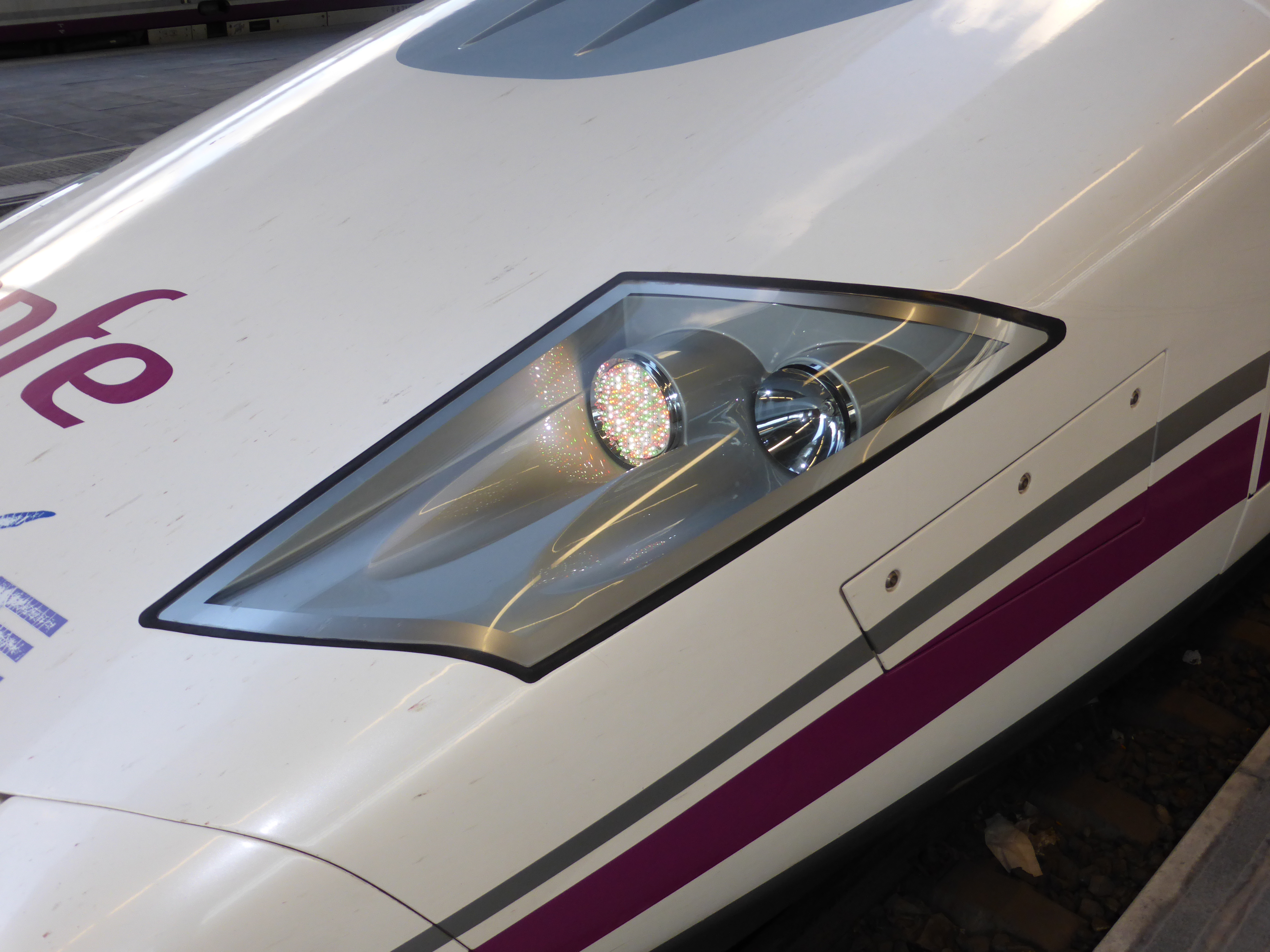

## 같이 보기
- 렌페 102급
- 탈고